# Zoppo di Gangi
Zoppo di Gangi, eigentlich Giuseppe Salerno (* 1570 in Gangi; † 1620), war ein Maler von Tafelbildern und Fresken des Spätmanierismus spanischer Prägung auf Sizilien.

## Leben
Giuseppe Salerno wurde auf Grund eines Gehfehlers „Zoppo di Gangi“ („Der Lahme aus Gangi“) genannt. So signierte er auch seine Werke.
Ausgebildet wurde er in der Werkstatt von Filippo di Benedetto Paladini (1544–1616), einem Maler des Manierismus. Es folgte ein Aufenthalt in Rom, wo er sich in der Werkstatt von Guido Reni weiterbildete. Ab 1598 sind seine Arbeiten auf Sizilien nachgewiesen. 1603 musste er aus unbekanntem Grund vor der Rache von Feinden im Kapuzinerkloster von Carini Zuflucht suchen. In den folgenden Jahren malte er zahlreiche Tafelbilder für Kirchen auf ganz Sizilien.
Unter dem Namen „Zoppo di Gangi“ wurde auch ein weiterer, weniger bedeutender Maler namens Gasparo Vazzano (1570–1633) genannt, der wohl sein Mitschüler und zeitweise auch sein Mitarbeiter war.
Nach Zoppo di Gangi benannt ist ein Ausstellungsraum mit Malerei des 18. Jh.s des Diözesanmuseums im Erzbischöflichen Palast von Palermo.

## Werke
- Chiesa Madre (Gangi): Tafelbild Christus als Weltenrichter
- Chiesa Madre (Carini): Gemälde Crocifisso tra S. Francesco e S. Onofrio
- Chiesa dei Cappuccini (Nicosia): Madonna mit Engeln und Heiligen
- Chiesa Madre dei SS. Apostoli Pietro e Paolo (Petralia Soprana): Tafelbilder
- Duomo, Kirchen S. Matteo und S. Gregorio (Lercara Friddi): mehrere Tafelbilder
- Basilica minore di San Pietro (Collesano) Tafelbild
- Santa Caterina (Collesano) Tafelbild, vielleicht von Vazzano
- Chiesa Madre (Sclafani Bagni) Tafelbild, vielleicht von Vazzano